# For All Kings
For All Kings är det elfte studioalbumet med det amerikanska thrash metal-bandet Anthrax, utgivet 26 februari 2016. Albumet gavs ut av Megaforce Records i Nordamerika, Chaos Reigns i Japan och Nuclear Blast i Europa. Skivan mastrades av Paul Logus och mixades av Jay Ruston som tillsammans med bandet också producerade albumet. 
Från albumet släpptes singlarna Breathing Lightning och Monster at the End. Musikvideor gavs ut till Monster at the End och Blood Eagle Wings. Försäljningen av albumet gav skivan som bäst en nionde plats på den amerikanska försäljningslistan Billboard 200.

## Låtlista
1. "You Gotta Believe" 	7:31
2. "Monster at the End" 	3:55
3. "For All Kings" 5:00
4. "Breathing Lightning" 5:37
5. "Breathing Out" 0:55
6. "Suzerain" 4:53
7. "Evil Twin" 4:40
8. "Blood Eagle Wings" 7:53
9. "Defend / Avenge" 5:13
10. "All of Them Thieves" 5:14
11. "This Battle Chose Us!" 4:53
12. "Zero Tolerance" 3:48

## Banduppsättning
- Scott Ian – rytmgitarr, bakgrundssång
- Charlie Benante – trummor
- Joey Belladonna – sång
- Frank Bello – bas, bakgrundssång
- Jonathan Donais – gitarr